# Neumannova čp. 147 (Prachatice)
Dům Neumannova čp. 147 v Prachaticích je evidován jako kulturní památka. Patrový dům je nápadný především díky sgrafitové výzdobě v podobě psaníček. Je to také rodný dům Johanna Felbera, purkmistra Prachatic v letech 1801–1803.
Dům je původem ze 16. století a rozsáhle byl přestavěn ve století devatenáctém. V interiéru jsou dochované klenby. Zadní část domu vznikla úpravou vnitřní části hradebního systému. 
Dům byl rekonstruován v 80. letech 20. století v souvislosti s obnovou městské památkové rezervace v Prachaticích. Byla obnovena sgrafitová výzdoba domu; dříve byla fasáda stavby holá.